# Earl King
Pour les articles homonymes, voir King.
Earl King, né le 7 février 1934 et mort le 17 avril 2003, est un chanteur, guitariste et compositeur américain. Il est connu pour avoir composé le titre Come On, repris notamment par Jimi Hendrix. Il est considéré comme l'un des plus importants musicien de rhythm and blues de La Nouvelle-Orléans[réf. nécessaire].

## Discographie

### Albums
- 1982 Street Parade (Charly, enregistré en 1972)
- 1977 That Good Old New Orleans Rock 'n Roll (Sonet)
- 1986 Glazed (Black Top)
- 1990 Sexual Telepathy (Black Top)
- 1993 Hard River To Cross (Black Top)

### Compilations
- 1982  Trick Bag (Imperial/Pathe Marconi) Imperial
- 1997 Earl's Pearls : The Very Best of Earl King 1955-1960 (Westside) Ace
- 2003 Come On : The Complete Imperial Recordings (Okra-Tone) Imperial
- 2006 The Chronological Earl King 1953-1955 (Classics) Savoy, Specialty, Ace